# 28. славонска дивизија НОВЈ
28. славонска дивизија НОВЈ НОВЈ формирана је половином маја 1943. године и том приликом добила је назив: "10. дивизија НОВ Хрватске“. У октобру 1943. године Врховни штаб НОВ и ПО Југославије преименовао је у 28. дивизију НОВ Југославије. Главни штаб НОВ и ПО Хрватске јануара 1944. године прогласио је дивизију ударном.
Приликом формирања, у састав ове дивизије су ушле 17. славонска и новоформирана 21. славонска бригада. Фебруара 1944. године у састав дивизије је ушла 25. бродска бригада, а априла 1945. године, пред почетак завршних операција за ослобођење Југославије, у њен састав улази и 3. артиљеријска бригада Југословенске армије.
У две године рата 28. дивизија је водила борбе у Славонији, северозападној Хрватској, у Туропољу (код Велике Горице), средњој и источној Босни, учествовала је у борби за ослобођење Београда, затим у борбама код Бијељине и Брчког, и напокон у завршним операцијама за ослобођење Југославије. У саставу Друге армије, 28. дивизија је наступала оперативним правцем Добој, Дервента, Градишка, Босанска и Хрватска Костајница, Петриња, а завршила је свој ратни пут у борбама за ослобођење Загреба, улазећи у Загреб преко савског моста 8. маја 1945. године. Током борби у Славонији била је у саставу Шестог корпуса НОВЈ, а током првог и другог продора у северозападну Хрватску под командом Друге оперативне зоне Хрватске односно Десетог корпуса НОВЈ. Након преласка Саве августа 1944. била је потчињена штабу Трећег ударног корпуса, а затим у току Београдске операције штабу Дванаестог корпуса. Након тога борила се у североисточној Босни у саставу Јужне оперативне групе НОВЈ, а затим од 1. јануара 1945. у саставу Друге армије ЈА.